# Babrujszk
Babrujszk (Бабруйск, oroszul Бобруйск – Bobrujszk) város Fehéroroszország Mahiljovi területének nyugati részén, a Babrujszki járás székhelye. A Berezina-folyó partján fekszik, a területi székhelytől 113 km-re délnyugatra, a fővárostól 145 km-re délkeletre. 2006-ban becsült lakossága 220,2 ezer fő volt, ezzel a terület 2. és az ország 7. legnépesebb városa (a nem területi székhely városok közül a legnépesebb). Közigazgatásilag járási jogú város, területe 66 km². Nevét a környékén egykor nagy számban előforduló hódokról (бабёр, бобр) kapta. 1944–1954 között a Bobrujszki terület székhelye volt. Napjainkban fontos iparváros és egyben az ország zsidó közösségének egyik központja.

## Történelem

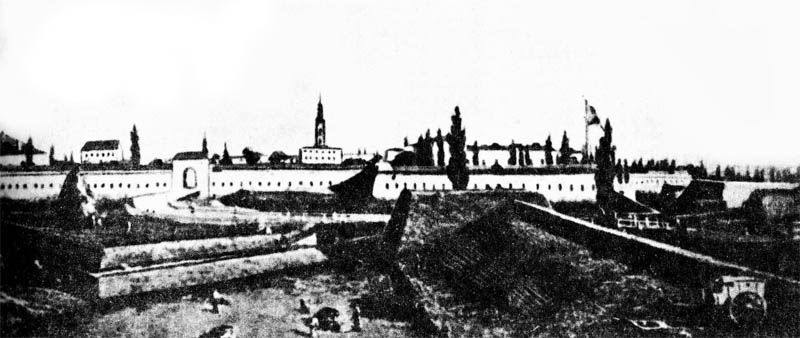
Babrujszk erődje korabeli metszeten (1811)

Bár a régészeti kutatások 5.-6. századi szláv település nyomait tárták fel itt, első írásos említése a 14. század közepéről származik. Ekkor a Berezina feletti teraszokon erődítést emeltek. A vár melletti egyre növekvő település (melynek lakói kezdetben főként vadászattal és hódprém-kereskedelemmel foglalkoztak) forgalmas kereskedelmi központtá vált. Ezt elősegítette, hogy több fontos kereskedelmi út keresztezte egymást Babrujszknál. 1793-ban csatolták az orosz birodalomhoz. Az 1649-ben leégett, fából készült erőd helyén 1810-ben masszív kőerődítményt kezdtek építeni, mely két évvel később sikeresen állt ellen Napóleon támadásának. Építését csak 1836-ban fejezték be (1900-ban elveszítette katonai jelentőségét és raktárnak használták). A városnak 1897-ben 34,3 ezer lakosa volt (60%-uk zsidó vallású, akiket 1881-ben nagy pogrom sújtott). 1902-ben a régi (fából készült) épületek zöme elpusztult egy hatalmas tűzvészben, az újjáépítés során már elsősorban téglát használtak építkezésre. 1919. augusztus 26-án elfoglalták a lengyelek, de hamarosan visszafoglalta a Vörös Hadsereg és a BSZSZK része lett. A húszas években kerület (okrug) központ volt, 1939-ben 84,1 ezer lakója volt. A nyugat felől előrenyomuló németek 1941. június 29-én foglalták el. A megszállás évei alatt mintegy 20 ezer helyi zsidót öltek meg, 1943-ig gettó is működött itt. A város rendkívül véres harcokban (csak a németek 20 ezer katonát vesztettek, a várostól délkeletre bekerített egységeiket felszámolták) szabadult fel 1944. június 29-én. Lakosságszáma 28 ezerre csökkent, a város romokban hevert, ennek ellenére szeptember 20-án területi (oblaszty) székhellyé nyilvánították. A háború után gyors urbanizáció vette kezdetét, 1959-ben 96 ezer, 1989-ben már 232 ezer lakosa volt.

## Gazdaság
A város vezető gazdasági ágai a vegyipar (1972 óta üzemelő gumiköpenygyára – Besina – a belarusz autó- és traktoripart látja el) és a gépgyártás (traktor- és autóalkatrészek előállítása, lencséplőgép- és vegyipari gépgyártás). Fafeldolgozása (bútorgyártás, hidrolízisipar) és élelmiszeripara is jelentős. Két üveggyára (Zerkalo, Sztyeklo-Glusa) és egy textilgyára, valamint két kisebb hőerőműve is van.
Babrujszk fontos közúti csomópont, a következő országos főutak találkozásánál: M5 (Minszk -Homel), P43-as (Szluck-Szlavharad), P31-es (Recsica), P93-as (Mahiljov). A várost a P98-as elkerülő útszakasz tehermentesíti. Forgalmas vasúti állomás a Minszk-Homel vonalon, leágazó szárnyvonallal Akcjabrszki felé. Folyami teherkikötő a Berezinán.

## Nevezetességek

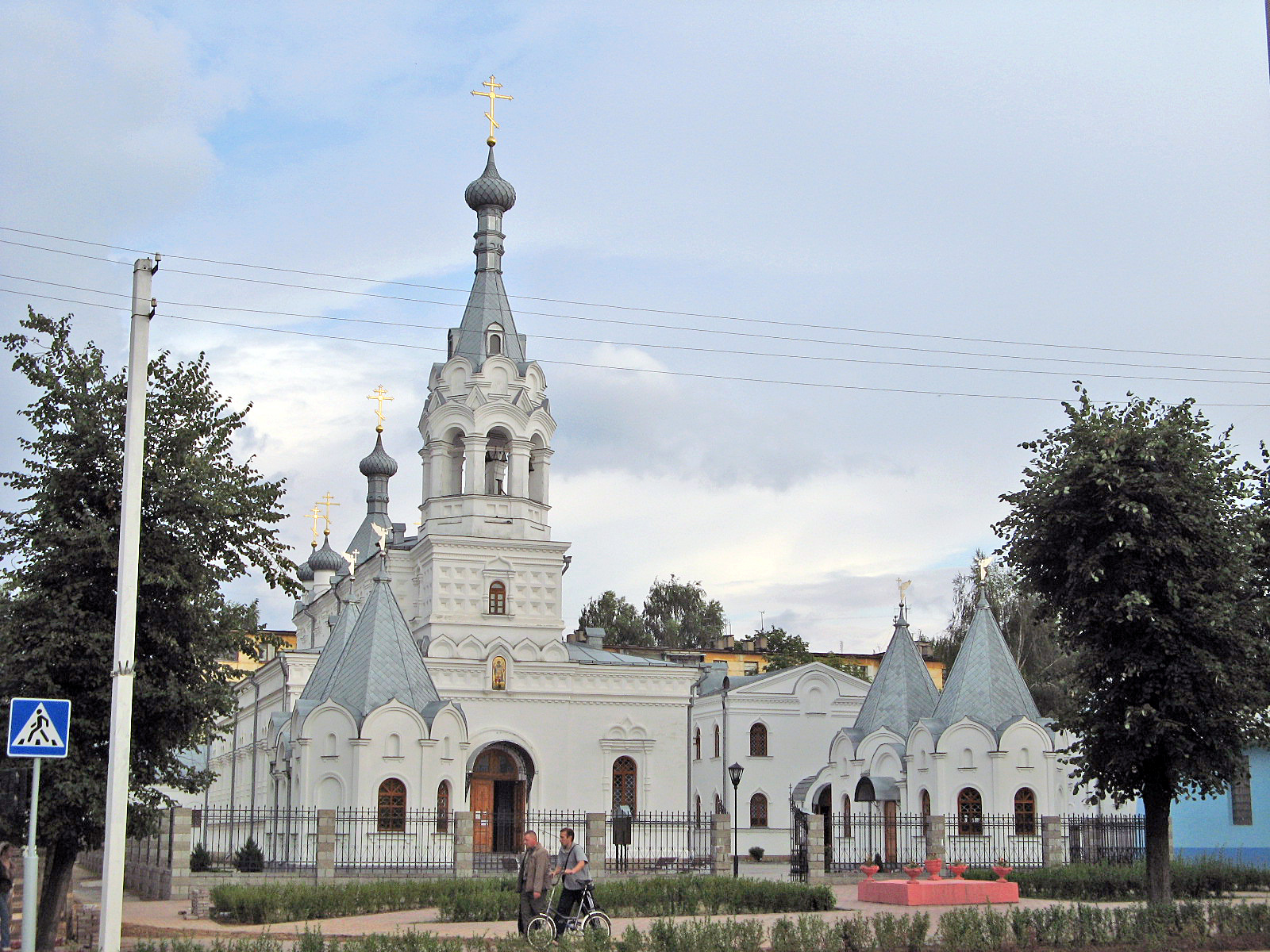
Szent György-templom

- Erőd (kreposzty) fennmaradt 4 téglából épült bástya, egy bástyatorony és az erőd lakóépületei.
- Jezsuita templom – eredetileg 1747-ben épült, a 19. században megszüntették, ma elhanyagolt állapotban van.
- Szent György-templom 1905–1907 között épült.
- Szűz Mária-templom – neogótikus stílusban épült a 20. század elején.
- Szent Miklós-templom – eredetileg 1892–1894 között építették, a szovjet időszakban uszodaként használták. 2000 óta újjáépült.
- Zsinagógák – a városban egykor 40 zsinagóga működött (ma 2), közülük néhány (19-20. század fordulójáról) épülete ma is áll.

## Testvérvárosok
- Dnyiprodzerzsinszk, Ukrajna
- Naro-Fominszk, Oroszország
- Szevlievo, Bulgária
- Vlagyimir, Oroszország